# 快樂生活王
《快樂生活王》是中國電視公司（中視）的生活資訊節目，主持人是中視新聞主播洪怡惠，原節目名稱為《生活大贏家》；2012年停播。該節目以訪談結合新聞的方式將生活訊息傳達給大眾，標榜將快樂與生活資訊毫不保留地和大家分享。除此之外，節目中會不定時地開放有獎徵答，方式是傳真答題，開放時間至當天12：00截止。洪怡惠以生動活潑的方式在節目中介紹美食或旅遊景點，提供大家在休閒娛樂之際，能夠過個充實又愉快的假期。依據《中視全球資訊網》刊載的節目表，截至2008年6月30日止，該節目已播映260集。

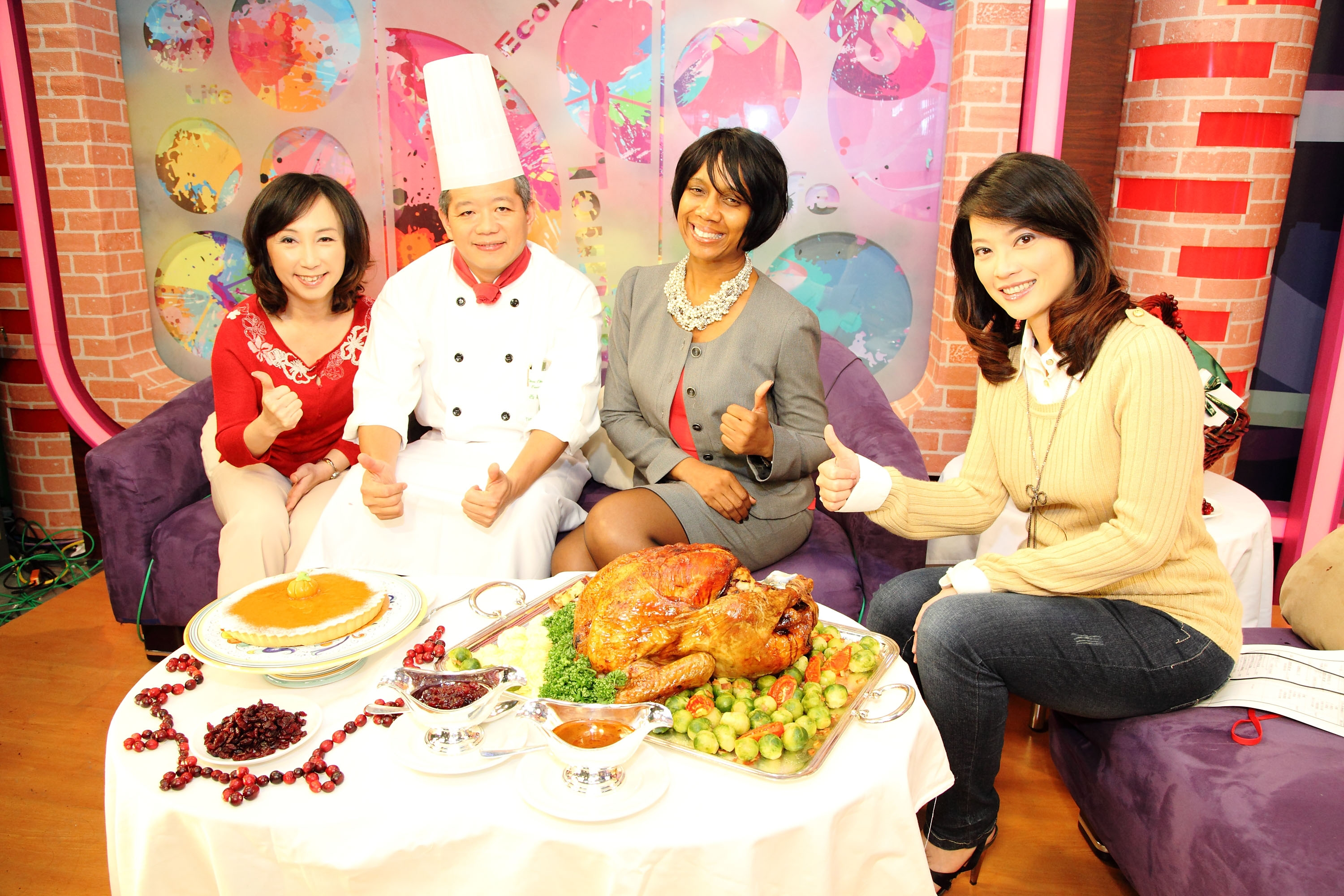
2011年《快樂生活王》錄影一景

## 節目內容
- 週一：〈飆電影〉（由胡志成主持）：最夯最新電影內容，主持人帶您環遊世界一起飆電影。
- 週二：〈藝想空間〉：充滿文藝氣息的節目內容，和觀眾分享國內外大大小小的藝文事件。
- 週三：〈快樂生活王〉：想要知道健康新知、觀光旅遊或是特別餐飲，所有生活上相關的大小事務，跟著主持人讓你的生活充滿樂趣與新知。
- 週四：〈樂活一週〉（由何勁松、謝明智主持）：介紹較為多元化的生活資訊。

## 外部連結
節目官方網站
- 中視《快樂生活王》官方網站 （页面存档备份，存于）

錄影來賓網站
- 茄子醬網誌 （页面存档备份，存于）
- 麗莎姐姐 （页面存档备份，存于）
- 陳媽媽素滷味